# Ally Detroit Center
Pour les articles homonymes, voir Ally.
Le Ally Detroit Center (anciennement Comerica Tower et One Detroit Center) est un gratte-ciel  construit à Détroit de 1991 à 1993 dans un style post-moderne. Sa hauteur est de 189 mètres. En août 2024 c'était l'un des trois plus haut gratte-ciel de Détroit selon la hauteur du toit.
Il a été conçu par l'agence Kendall/Heaton Associates et par l'agence d'architecture de Philip Johnson en collaboration avec John Burgee pour le compte de la société Comerica.
La façade est composée de granite. L'immeuble a reçu en 1996 l'Award of excellence for design'.
La surface de plancher de l'immeuble est de 155 585 m2 desservi par 22 ascenseurs.